# Aceh Tamiang
Aceh Tamiang ist ein indonesischer Regierungsbezirk (Kabupaten) in der indonesischen Provinz und Sonderregion Aceh. Er entstand im Frühjahr 2002 durch Abspaltung aus dem Bezirk Aceh Timur.

## Geographie und Lage
Aceh Tamiang ist der östlichste Bezirk der Provinz und erstreckt sich zwischen 3°53′18,81″ und 4°32′56,76″ n. Br. sowie zwischen 97°43′41,51″ und 98°14′45,41″ ö. L. Der Bezirk grenzt im  Nordwesten an den Kabupaten Aceh Timur, im Norden an die autonome Stadt Kota Langsa, im Westen an den Kabupaten Gayo Lues sowie im Süden und Südosten an Langkat (Provinz Sumatera Utara). Im Nordosten bzw. Osten bildet die Küstenlinie der Straße von Malakka eine natürliche Grenze des Kabupatens. Zum Bezirk gehören noch neun kleinere, aber benannte Inseln und Eilande.

### Klima
Das Gebiet ist ziemlich flach, nur im Osten sind Berge vorhanden. In den Tropen gelegen, werden zwei Hauptjahreszeiten unterschieden: Trockenzeit und Regenzeit. Im Jahr 2020 lag die Temperatur zwischen 21,0 (Februar/März) und 34,6 °C (im September). Regen fiel im März am wenigsten (28,0 mm an sieben Tagen), der Mai brachte an 21 Regentagen 388,3 mm Niederschlag. Die Sonnenscheindauer war im März am höchsten (91,2 %), am niedrigsten im September (48,3 %).

## Verwaltungsgliederung
Administrativ unterteilt sich Aceh Tamiang in zwölf Distrikte (indonesisch Kecamatan) mit 213 Dörfern (indonesisch Gampong oder Kampung). Diese bestehen wiederum aus 705 Weilern (indonesisch Dusun).
| Code 1   | Kecamatan Distrikt   | Ibu Kota Verwaltungssitz | Fläche (km²) | Einw. 2010 2 | Volkszählung 2020 | Volkszählung 2020 | Volkszählung 2020 | Anzahl der |
| Code 1   | Kecamatan Distrikt   | Ibu Kota Verwaltungssitz | Fläche (km²) | Einw. 2010 2 | Einw. 3           | 0Dichte 40        | Sex Ratio 5       | Gampong    |
| -------- | -------------------- | ------------------------ | ------------ | ------------ | ----------------- | ----------------- | ----------------- | ---------- |
| 11.16.01 | Manyak Payed         | Tualang Cut              | 267,11       | 28.928       | 34.210            | 128,1             | 104               | 36         |
| 11.16.02 | Bendahara            | Sungai Iyu               | 132,53       | 18.551       | 22.578            | 170,4             | 103               | 33         |
| 11.16.03 | Karang Baru          | Karang Baru              | 139,45       | 36.226       | 43.535            | 312,2             | 103               | 31         |
| 11.16.04 | Seruway              | Tangsi Lama              | 188,49       | 23.627       | 27.608            | 146,5             | 102               | 24         |
| 11.16.05 | Kota Kualasimpang    | Kuala Simpang            | 4,48         | 18.030       | 18.858            | 4.209,4           | 102               | 5          |
| 11.16.06 | Kejuruan Muda        | Sungai Liput             | 124,48       | 31.763       | 36.857            | 296,1             | 101               | 15         |
| 11.16.07 | Tamiang Hulu         | Pulau Tiga               | 194,63       | 17.353       | 19.745            | 101,4             | 104               | 9          |
| 11.16.08 | Rantau               | Alur Cucur               | 51,71        | 32.850       | 38.245            | 739,6             | 103               | 16         |
| 11.16.09 | Banda Mulia          | Telaga Meuku             | 48,27        | 10.644       | 12.816            | 265,5             | 104               | 10         |
| 11.16.10 | Bandar Pusaka        | Babo                     | 252,37       | 11.598       | 13.861            | 54,9              | 106               | 15         |
| 11.16.11 | Tenggulun            | Simpang Kiri             | 295,55       | 16.315       | 18.560            | 62,8              | 105               | 5          |
| 11.16.12 | Sekerak              | Sekerak Kawan            | 257,95       | 6.029        | 7.483             | 29,0              | 105               | 14         |
| 11.10    | Kab. Aceh Tamiang000 | Kab. Aceh Tamiang000     | 1.957,02     | 251.914      | 294.356           | 150,4             | 103               | 213        |

## Demographie
Zur siebten Volkszählung im September 2020 (indonesisch Sensus Penduduk – SP2020) lebten in Aceh Tamiang 294.356 Menschen, davon 145.093 Frauen (49,29 %) und 149.263 Männer (50,71 %). Gegenüber dem letzten Zensus (2010) sank der Frauenanteil um 0,16 % (127.355 Männer ÷ 124.559 Frauen).
Die Mehrheit der Einwohner sind Muslime. Der Anteil der Christen (404 Protestanten, 139 Katholiken) liegt mit 18 Promille noch unter dem der Buddhisten (1153 d. h. 39 Promille). Die meisten Christen lebten 2020 im Kec. Kejuran Muda: 253 Protestanten und 50 Katholiken. Bei 292 Moscheen und 410 kleineren Gebetsräumen (indonesisch Mushola) gab es nur 6 buddhistische Tempel (Vihara) und keine christliche Kirche.

### Soziale Daten 2020
| Merkmal                                                          | Kabupaten | 0Provinz Aceh0 |
| ---------------------------------------------------------------- | --------- | -------------- |
| Bev. unterh. der Armutsgrenze (Tsd.)0                            | 38,93     | 814,91         |
| Anteil der „armen Bevölkerung“ (indonesisch Penduduk miskin) (%) | 13,08     | 014,99         |
| Arbeitslosenrate (%)                                             | 07,97     | 006,59         |
| Lebenserwartung (in Jahren)                                      | 69,58     | 069,93         |
| HDI-Index                                                        | 69,24     | 071,99         |
| Abhängigenquotient (%)                                           | 53,41     | 048,71         |
| Anteil der Altersgruppen                                         | 0Real0    | 0Prozentual0   |
| Kinder (<15 J.)                                                  | 081.3350  | 031,58         |
| arbeitsfähige Bevölkerung (15–64 J.)                             | 200.1280  | 065,19         |
| Rentner und Pensionäre (>65 J.)                                  | 012.8930  | 003,23         |

### Aktuelle Bevölkerungsdaten vom Jahresende 2022
Nachfolgende Tabelle gibt den Einwohnerstand per 31. Dezember 2022 wieder.
| Kecamatan            | Fläche km² | Einwohner gesamt | Männer  | Frauen  | Dichte Einw. je km² | Sex Ratio (100 M/F) |
| -------------------- | ---------- | ---------------- | ------- | ------- | ------------------- | ------------------- |
| Manyak Payed         | 209,92     | 35.570           | 17.975  | 17.595  | 169,4               | 102,16              |
| Bendahara            | 129,58     | 23.799           | 12.044  | 11.755  | 183,7               | 102,46              |
| Karang Baru          | 104,26     | 45.712           | 23.087  | 22.625  | 438,4               | 102,04              |
| Seruway              | 168,49     | 28.471           | 14.385  | 14.086  | 169,0               | 102,12              |
| Kota Kualasinpang    | 2,45       | 19.034           | 9.515   | 9.519   | 7.769,0             | 99,96               |
| Kejuruan Muda        | 166,14     | 37.625           | 18.843  | 18.782  | 226,5               | 100,32              |
| Tamiang Hulu         | 472,88     | 19.691           | 9.965   | 9.726   | 41,6                | 102,46              |
| Rantau               | 74,89      | 39.001           | 19.645  | 19.356  | 520,8               | 101,49              |
| Banda Mulia          | 60,62      | 13.236           | 6.729   | 6.507   | 218,3               | 103,41              |
| Bandar Pusaka        | 204,71     | 14.827           | 7.580   | 7.247   | 72,4                | 104,60              |
| Tenggulun            | 446,95     | 18.653           | 9.530   | 9.123   | 41,7                | 104,46              |
| Sekerak              | 139,75     | 7.852            | 4.005   | 3.847   | 56,2                | 104,11              |
| Kab. Aceh Tamiang000 | 2.180,64   | 303.471          | 153.303 | 150.168 | 139,2               | 102,09              |

## Geschichte
Der Regierungsbezirk Aceh Tamiang entstand zusammen mit vier weiteren in der Provinz Aceh im April 2002. Hierbei wurden vom Kabupaten Aceh Timur acht Kecamatan (Maynyak Payed, Bendahara, Seruway, Rantau, Kota Kuala Simpang, Karang Baru, Kejuran Muda und Tamiang Hulu) abgetrennt. Durch Abspaltung weiterer Dörfer entstanden im Mai 2006 vier weitere Kecamatan:
- Bandar Pusaka aus Tamiang Hulu,
- Tenggulun aus Kejuruan Muda,
- Banda Mulia aus Bendahara sowie
- Sekerak aus Karang Baru[6]